# روزا غاي
روزا غاي (بالإنجليزية: Rosa Guy)‏ (1 سبتمبر 1922 في ترينيداد وتوباغو - 3 يونيو 2012، مانهاتن في الولايات المتحدة)؛ كاتِبة وروائية أمريكية.

## روابط خارجية
- روزا غاي على موقع IMDb (الإنجليزية)
- روزا غاي على موقع الموسوعة البريطانية (الإنجليزية)
- روزا غاي على موقع قاعدة بيانات برودواي على الإنترنت (الإنجليزية)
- روزا غاي على موقع قاعدة بيانات الفيلم (الإنجليزية)